# Ляху Ірина Михайлівна
Ірина Михайлівна Ляху (30 березня 1988) — українська спортсменка з кульової стрільби серед спортсменів з ураженням ОРА. Член національної збірної команди України. Заслужений майстер спорту України.

## З життєпису
Представляє Дніпропетровський регіональний центр з фізичної культури і спорту інвалідів «Інваспорт».
- Чемпіонка та бронзова призерка чемпіонату світу 2014 року.
- Чемпіонка та дворазова срібна призерка Кубку світу 2015 року.
- Чемпіонка кубку світу 2016 року.
- Срібна призерка Чемпіонату світу в Кореї 2018 року
- Чемпіонка світу з пневматичного пістолету у вправі П2 серед жінок, золото У вправі П5mix, золото у вправі П6mix (Ляху, Денисюк), з встановленням рекорду світу. Сідней, Австралія 2019